# Марсельське таро

## Марсельське таро(Tarot de Marseille)
Таро — це загальна назва для ряду колод карт, які зазвичай складаються з 78 карт. Перша колода Таро була створена в Європі в середині XV століття. Різні типи колод Таро використовуються для різних ігор, таких як італійське тароккіні чи французьке таро. З кінця XVIII століття карти Таро також почали використовуватися в окультних та містичних практиках.
Карти Таро є різновидом гральних карт, що вперше з'явилися в Італії в XV столітті. Вперше карти da trionfi або naipes a trionfi згадуються на півночі Італії в середині XV століття. Італійське слово tarocchi та французьке tarot з'являються на початку XVI століття.
Найстаріші відомі карти Таро були створені для родини Вісконті (див. Таро Вісконті-Сфорца).

## Історія

### Виникнення та розвиток карт таро
Таро зародилося на північному заході Італійського півострова в XV столітті. Багато тем, що зустрічаються в картах французьких колод Таро, вже мали місце в ілюстрованих картах Вісконті та Карла VI, які іноді помилково називають Таро Грінгонера. Ці колоди тріумфу з'явилися ще до створення класичних колод Таро, починаючи з середини XV століття. Марсельські колоди Таро мають явний зв'язок з ними. Тароккі, що збереглися в італійській провінції Ломбардія, тепер вважаються прототипами пізніших колод Таро, хоча їхнє спільне походження є безсумнівним.
Існує припущення, що всі ранні європейські карткові ігри походять від східних карткових ігор, зокрема від мамлюкських карт або були натхненні ними. Є кілька згадок з кінця XIV століття про ігри нахіб, наїб, наїбіс, що в іспанській мові стали основою для слова naipes (гральні карти). Однак слід зазначити, що структура Таро відрізняється від структури мамелюкських колод, які, ймовірно, потрапили до Європи через монголів з Китаю. Відмінність полягає в додаванні двадцяти двох козирів, наявності чотирьох карт честі на масть замість трьох, а також десяти числових карт замість дев'яти в іспанських колодах. Значення карт у Таро здебільшого базуються на італійських знаках, з деякими винятками.
Найбільш специфічний і поширений мотив так званого марсельського Таро, ймовірно, має італійське походження. Ксилографічний аркуш, відомий як «Листок Кері», з колекції Єльського університету, має невизначену дату, приблизно хронологічно позиціоновану між 1450 і 1550 роками. Шість карт Таро шістнадцятого або сімнадцятого століття, знайдених під час археологічних досліджень у Кастелло Сфорцеско в Мілані, демонструють зображення, що надзвичайно схожі на марсельський мотив. Варто звернути увагу на відсутність заголовків на картах, що є характерною рисою цих зображень.

### На території Франції

#### 16 століття
На думку філософа та історика Майкла Дамімтта, Таро було завезено до Франції солдатами під час вторгнень в Італію Карла VIII у 1494 році та Людовика XII у 1499 році. Однак згадка про існування карт Таро в Авіньйоні вже в 1505 році, опублікована дослідником Тьєррі Деполісом, може свідчити про те, що французький орден, ймовірно, був завезений до Міланського регіону в ті ж самі часи. В подальшому Тьєррі Деполіс відмовився від цієї гіпотези.
Найстарішою французькою колодою Таро, що збереглася до наших днів, є колода Кателіна Жоффруа, виготовлена у Ліоні в 1557 році. Збереглося тридцять вісім карт з нетиповими знаками, проте з виразно об'єднаними двадцятьма двома козирами. Ця колода має кілька відмінних рис: замість латинських знаків використано перрокетів, павичів і левів; четвертий знак залишається невідомим. Оскільки ці знаки імітують колоду без козирів, вигравірувану в 1544 році німецьким гравером Вергілієм Солісом, четвертим знаком могли бути мавпи. Козирі цієї колоди засновані на алегоріях, що використовувалися в італійських колодах. Це єдина збережена копія виробництва шістнадцятого століття, яка, однак, була значною для того часу і цитувалася в таких творах, як «Gargantua». Колода Кателіна Жоффруа нині зберігається в Музеї прикладного мистецтва у Франкфурті-на-Майні.
Як і в випадку з іншими гральними картами, поширення карт Таро в XV—XVI століттях стало можливим завдяки розвитку ксилографії, що залишалася основним методом виробництва карт до XVIII століття.

#### 17 століття
У XVII столітті відомо три колоди Таро, усі з Парижа: анонімна колода, відома як «tarot de Paris» (створена на початку століття), друга найстаріша збережена колода, що містить 78 карт, а також таро Жана Нобле, з якої відсутні лише п'ять карт серії мечів (від VI до X), і таро Жака В'євіля, також повна колода з 78 карт. Обидві останні колоди з'явилися близько 1650 року. Найстаріше друковане правило гри в Таро, написане абатом Мішелем де Марольє, було надруковане в Невері в 1637 році.
Однак «марсельська» колода Таро, виготовлена в Марселі Філіпом Ваш'є і датована 1639 роком (на два дні раніше, ніж вказано), є найстарішою відомою колодою цього типу. Вона складається з 78 карт і знаходиться в дуже хорошому стані. Цю колоду продали на арт-ринку в березні 2023 року за рекордні 65 000 євро на аукціоні в Hôtel Drouot, організованому Giquello & Associés. Це рекордна ціна для колоди карт Таро.
Попри те, що колода Нобле очевидно свідчить про міланський вплив, анонімні колоди та колода В'євіля демонструють характеристики, притаманні болонським колодам початку XVI століття. Здається, що популярність гри в Таро почала знижуватися в другій половині XVII століття.

#### 18 століття
У XVIII столітті з'являються значні приклади колод Таро, зокрема роботи Жана Додаля, близько 1701 року, а також колоди Жана та Жан-П'єра Пайєна (1713 і 1745 роки) та Ніколя Конвера (1760) в Марселі. Жозеф Футріє також працював у Марселі в той час.
Популярність Таро, що знижувалась у Франції з кінця XVII століття, призвела до забуття цієї гри, за винятком деяких регіонів, таких як Прованс, а також прикордонні території з Німеччиною та Швейцарією. Незважаючи на згадки в деяких словниках та енциклопедіях, Таро більше не вважалося французькою картковою грою, і часто плуталося з іспанською грою «прапорщик». Французьке виробництво карт, здебільшого, орієнтувалося на експорт, зокрема до П'ємонту та Німеччини. До кінця XVIII століття Таро залишалося популярним лише в Ельзасі, Франш-Конте та Провансі.
Попри зниження популярності в решті Франції, у південному сході країни виробництво Таро продовжувалося. В середині XVIII століття німецькі картярі відмовилися від італійських знаків, надаючи перевагу французьким, а також замінюючи класичні козирі на тваринні мотиви або мальовничі сцени. Наприкінці XIX століття ці нові стилі Таро стали основою для відродження популярності гри у Франції.
19 століття
У XIX столітті класичне Таро вироблялося, зокрема, компанією Lequart, яка пізніше була придбана Грімо, під маркою Tarot italien. Також існували двоголові італійські колоди Таро (Грімо, Годе), що співіснували з іншими типами Таро, де використовувалися французькі знаки.
У Марселі Жан-Батист Камуан, який придбав фабрику Ніколя Конвера, монополізував ринок гральних карт у місті. Модернізуючи методи виробництва, близько 1880 року він випустив модифіковану версію Таро Ніколя Конвера з обмеженою палітрою кольорів, що була пристосована до нових промислових технологій.

#### 20 століття
На початку ХХ століття у Великій Британії Артур Едвард Вейт і Памела Колман-Сміт створили версію французького Таро з езотеричними тенденціями для використання в картоманстві, опубліковану видавництвом Rider. Ця колода отримала назву Rider-Waite або Rider-Waite-Smith. У ній використані назви козирів і їх послідовність з оригінального Таро (Коханець — аркан VI — стає Коханцями), а карти також проілюстровані невеликими сценами. Це фактично є проявом теорій Еліфаса Леві та впливу езотеричного товариства «Золотий Світанок». Колода стала еталоном і зразком для більшості езотеричних карт Таро в англомовному світі протягом усього 20-го століття, поєднуючи наївні ілюстрації, декоративно-прикладне мистецтво, модерн і синкретизм, характерний для британського окультизму.
На початку ХХ століття Таро Нуво, опубліковане Грімо (так у 1920 році називалося Таро, створене за зразком німецького Таро Людвіга Вюста 1865 року), з його тематичними козирями та французькими знаками значною мірою витіснило італійську модель Таро. Класичне Таро з італійськими знаками і традиційними козирями майже повністю зникло з виробництва.
Однак у 1930 році Поль Марто перезапустив старовинне Таро, орієнтуючись на ринок ворожіння, і випустив модифіковану версію, названу Ancien Tarot de Marseille, яка здобула велику популярність у 20-му столітті. Ця версія базувалася на пізніх кольорах видання 19-го століття Camoin та малюнках з безансонського Таро, придбаного за кошти фонду Лекара.
Між 1938 і 1943 роками відомий британський окультист Алістер Кроулі, у співпраці з художницею Фрідою Гарріс, яка розмалювала клинки колоди, розробив ворожильну колоду під назвою Tarot de Thoth, яка була опублікована лише в 1969 році.

## Етимологія
Слово «таро» запозичене з італійського tarocchi (з тим самим значенням), яке, за припущеннями, походить від tara — «відрахування, втрата вартості», оскільки в більшості випадків гравець повинен відкладати карти вбік. Це означає «екарт» або «чен» гравців у Таро.
Філософ Еммануель д'Гугворст, коментатор кількох карт Таро, також посилається на пояснення Манделя: «Таро раніше називали поверхнею, позолоченою сусальним золотом, коли її пробивали або гравірували стилусом чи шилом, щоб нанести на золото малюнок. Таким чином, було отримано тло перших ілюмінованих карт Таро». Д'Хугворст додає: «Одна з найстаріших відомих нам колод Таро — Таро Вісконті — показує фігури, намальовані на тарованому золотому листі».
Однак французький дієприкметник минулого часу taroté, який не засвідчений до XVII століття, відноситься до мотиву на звороті карти, надрукованого з повторюваним орнаментом. Це не стосується ілюстрованих карт Таро XV століття, які мають золоте тло, вибите на лицьовій стороні карти (звороти, як правило, пофарбовані в чорний або темно-червоний колір). Прикметник taroté (і більш рідкісне дієслово taroter, у значенні «друкувати на звороті карт дрібні повторювані мотиви») використовується тільки у французькій мові. В італійській мові воно не має еквівалента. Отже, пропозиція Габріеля Манделя, підхоплена бельгійським алхіміком Еммануелем д'Хугворстом, відображає плутанину і погане знання карт.
Були запропоновані й інші, ще більш вигадливі етимології, наприклад, посилання на італійську річку Таро.
Італійською мовою карти Таро спочатку називалися trionfi («тріумфи»). Французьке слово засвідчено щонайменше з 1505 року; Франсуа Рабле назвав одну з ігор, в яку грав Гаргантюа в 1534 році, «tarau».
На думку хананійського психоаналітика Алена Амара, який розвиває теорію, що виникла наприкінці XVIII століття завдяки Курту де Гебелену, Таро є «популярною грою, натхненною каббалою», і в неї грав Зигмунд Фройд.

## Особливості

### Загальна інформація
Як і звичайна колода карт, Таро має чотири масті, які можуть відрізнятися в різних регіонах: французькі знаки в Північній Європі, латинські знаки в Південній Європі та німецькі знаки в Центральній Європі. Кожен знак складається з десяти очок — від туза до десятки, а також чотирьох фігур: валет, лицар, дама та король. Таро також містить набір з 21 козирної карти і фінальну карту, яка називається Le Fou може використовуватися як козирна карта або скидатись, щоб уникнути необхідності розігрувати іншу карту.
Існує велике розмаїття карт Таро, і з'явилося багато регіональних типів. Історично важливим різновидом є марсельське Таро, і деякі сучасні видання, засновані на ньому, беруть свій початок від колоди, надрукованої майстром карт Таро Ніколя Конвером у 1760 році. У швейцарському Троккас замість Папи і Папи Римського з'являються Юнона і Юпітер. У Флоренції в XVI столітті використовували розширену колоду Мінкіате, яка складалася з 97 карт, включаючи астрологічні символи. Деякі колоди існують як витвори мистецтва і можуть містити лише 22 козирні карти.
Колоди Таро також відрізняються за регіонами. В Італії гра стала менш популярною, проте збереглися болонські тароккіні, а в П'ємонті грають у різні варіанти. Французьке Таро є найпопулярнішим у Франції, а в Центральній Європі грають у регіональні Таро, які називаються тарок, тарокк або тароккіні.

### Латинські позначення
Таро П'ємонту (італійською) : Le Fou
Таро з латинськими знаками (жезли, чаші, монети і мечі) є найстарішими формами карт Таро, що були створені в XV столітті на півночі Італії. Чотири типи цих карт використовуються й до сьогодні:
Таро П'ємонту складається з 14 карт кожного знака: король, дама, лицар, валет, а також номери від 10 до 1. Козирні карти — це Ангел (нумерований як 20, але при цьому є найсильнішим), Світ (21), Сонце (19), Місяць (18), Зірка (17), Вежа (16), Диявол (15), Терплячість (14), Смерть (13), Підвішений (12), Сила (11), Колесо Фортуни (10), Отшельник (9), Правосуддя (8), Колісниця (7), Закохані (6), Папа (5), Імператор (4), Імператриця (3), Папеса (2) і Маг (1). До цього додається карта Le Fou (Matto).
- Таро де Безансон та Швейцарське Троккас схожі, але мають інший дизайн; вони замінюють Папу на Юпітера, Папесу на Юнону, а Ангела на Суд. Козирні карти розташовуються у порядку чисел, і Вежа називається Будинок Бога.
- Таро Болоньї пропускає номінальні карти від 2 до 5, залишаючи 62 карти, а його козирні карти відрізняються: не всі з них мають числа, і чотири з них мають однаковий ранг. Дизайн також відрізняється.
- Таро Сицилії змінює деякі козирні карти і замінює 21 на карту під назвою Мізерія. В ньому немає двійки та трійки монет і карт між тузом і чотвіркою жезлів, чаш і мечів; тому в ньому всього 64 карти. Вони маленькі і мають специфічний дизайн.
- Карти Таро, що використовуються для ворожіння, зазвичай базуються на цьому типі карт.

### Французькі позначення
Таро з французькими знаками (серця, бубни, піки та трефи) з'явилися в Німеччині в XVIII столітті. Їх називають тваринними таро (Tiertarock німецькою), оскільки козирні карти описують сцени з тваринами. Винахідником цієї інновації часто вважають картографа Гебля з Мюнхена.
Ці карти використовуються в сучасних таро, що граються у Франції та Центральній Європі. Символіка козирних карт суттєво відрізняється від старих італійських моделей. Таро з французькими знаками використовуються майже виключно для карткових ігор і дуже рідко для ворожіння.

### Ворожіння на Таро
Ворожіння за допомогою гральних карт можна знайти ще в 1540 році в книзі Франческо Марколіно да Форлі «Le Sorti di Francesco Marcolino da Forlì», де описано простий метод, в якому карти використовуються лише для випадкового вибору оракула, і самі по собі не мають ніякого значення. Рукописи 1735 року («Квадрат сімок») та 1750 року («Пратесі Картомансер») документують елементарне значення карт таро, а також систему їхнього представлення. Джакомо Казанова писав у своєму щоденнику, що в 1765 році його російська коханка часто використовувала колоду карт для ворожіння.
На думку Еммануеля д'Хугворста, якщо карти таро і використовувалися як засіб передбачення майбутнього, то «через своєрідну ампутацію їхнього принципу, у невіданні про первісний намір імажистів. Вульгарне ворожіння — це не більше, ніж порожня кора стародавньої мантики або пророцтва, роль якого полягає не в тому, щоб оголосити, що станеться завтра або післязавтра, а в тому, щоб передбачити прийдешній світ або золотий вік, що є зовсім іншим».

## Альтернативні гіпотези про походження та історичний розвиток карткових ігор таро

### Єгипетська теорія та її варіанти
Ідея про єгипетське походження таро набула популярності в 18–19 століттях серед окультистів, таких як Еттейла, Папус, Еліфас Леві та Алістер Кроулі. Еттейла в книзі «Маніпуляція з картами під назвою Таро» (1781 рік) представив свою версію цієї гіпотези, що пізніше стала основою для створення різних варіантів єгипетських колод таро, таких як Le Grand Etteilla. Папус також пізніше підхопив цю ідею, зокрема додавши до теорії зв'язок з циганами та циганським таро.
Однак ця гіпотеза була піддана критиці, зокрема Роменом Мерленом у 1869 році, а деякі окультисти, зокрема Еліфас Леві, також пов'язували походження таро з іншими джерелами, такими як єврейська традиція або алфавіт Таута. Тим не менш, єгипетська теорія стала основою для численних публікацій і створення численних колод таро, таких як єгипетське таро, що продовжували поширюватися аж до 21 століття.

#### Богема
Ще одна теорія походження карт таро, яку запропонував Брайткопф у 1784 році. За його припущенням, колоди карт таро були передані богемною, що мала індійське походження. Вона нібито передала карти арабам, які, в свою чергу, привезли їх до Європи. Тому походження карт таро за цією гіпотезою пов'язане з Індією через богемську передачу.
Однак, як і в разі єгипетської гіпотези, Ромен Мерлен розвінчав цю теорію, пояснивши, що карти були відомі ще до приходу богемців, а ворожіння на картах з'явилося набагато пізніше, ніж стверджували прихильники цієї гіпотези.
Попри критику, ця ідея також надихнула окультиста Папуса, чиє таро, хоча він і вважав його єгипетським, було названо богемським таро.

### Альтернативні теорії
Існує кілька альтернативних гіпотез щодо походження таро Марселя, які суперечать загальноприйнятій версії про його створення в XV столітті в Італії. Деякі автори висувають такі припущення:
- Бахічне походження — таро як продовження традицій, пов'язаних із культом Діоніса.
- Кельтське походження — можливий зв'язок таро з давньокельтськими символами та віруваннями.
- Створення катарами — версія, що карти таро були створені або використовувалися катарами як засіб передачі їхніх релігійних ідей.
- Медієвальна концепція абата Сюже — припущення, що бенедиктинський абат Сюже був причетний до створення таро в середньовіччі.

Усі ці теорії спільні в одному: вони припускають, що таро виникло задовго до появи перших італійських карт XV століття.

## Гіпотези про таро як еволюцію італійських ігор
Деякі дослідники, не заперечуючи лангобардське походження таро, вбачають у ньому злиття різних традицій, які вплинули на його розвиток. Ці впливи можуть бути взаємопов'язаними та простежуються у таких аспектах:
- Гуманізм епохи Відродження — таро розглядається як вираз ідей італійських гуманістів, які сприяли його символічному збагаченню.
- Герметична та неоплатонічна традиція — деякі карти таро містять алегоричні образи, що перегукуються з неоплатонічними текстами Платона, популяризованими латинськими перекладами Марсіліо Фічіно. Крістоф Понсе запропонував систему з трьома рядами та сімома колонками, які відображають три рівні душі (небесний, проміжний і земний) та сім астрологічних планет (Юпітер, Марс, Венера, Сонце, Місяць, Меркурій і Сатурн).
- Середньовічна символіка — масонська традиція, представлена Освальдом Віртом, трактує таро як відображення середньовічного світогляду.
- Астрологічний зв'язок — певні аспекти таро вважаються пов'язаними з астрологічними принципами та нумерологією.

Ці теорії розглядають таро не лише як ігрову систему, а й як засіб передачі символічних та філософських знань.

## Таро в масовій культурі

### Кіно
- «Відьма з Блер» (The Blair Witch Project, 1999) — режисери: Деніел Міралек, Едуардо Санчес
- «Знаки» (Signs, 2002) — режисер: М. Найт Шямалан
- «Таро» (The Tarot, 2002) — режисер: Віктор Ландау
- «Ван Гог» (Van Gogh, 1991) — режисер: Мауро Болоньї
- «Відкриття Таро» (The Tarot Reader, 2019) — режисер: Міхал Лєпець
- «Cléo de 5 à 7» (1962) — режисер: Аньєс Варда

### Відеоігри
- Persona — у серії рольових ігор від Atlus кожен персонаж пов'язаний з арканою таро, яка відображає його характер. Головний герой отримує аркану Дурень (The Fool), що символізує його потенціал, та може використовувати різні Persona.